# Теодор Балш
Теодор Балш (рум. Theodor Balş; 1805 — 1 березня 1857, Ясси) — господар (каймакам) Молдовського князівства в 1856—1857. Один із провідних політиків антиуніатизму, останній молдовський націоналіст на князівській посаді. 

## Біографія
Народився в серпні 1805 року в одній зі стародавніх і впливових родин Молдови.
Був каймакамом (намісник господаря) Молдови з липня 1856 року по 17 лютого 1857 року. У той же час протягом усього правління ним рухала надія, що одного разу він стане господарем Молдови. Це зіграло роль додаткового мотиву, щоб бути слухняною іграшкою в руках турків і австрійців.
Балш був затятим противником об'єднання Молдови з Валахією. Він скасував усі установи, що створив Ґріґоре Александру Ґіка, закрив семінарію і гімназію при монастирі Нямц, факультет права в Яссах, Національний банк і анулював закон про пресу 8 вересня 1856 року. Була скасована свобода друку, були арештовані активісти уніоністського руху, заборонені деякі культурно-артистичні заходи, була розпочата велика кампанія зі збору підписів на антіуніоністських зверненнях. У зв'язку з майбутніми виборами каймакам змінив всіх справників, всіх членів трибуналів і співробітників адміністративно-територіальних установ.
Помер раптово 1 березня 1857 року. В Яссах були влаштовані пишні похорони. Але грецькі архімандрити і ігумени, які здійснювали похоронний чин, відмовилися отримати будь-яку винагороду.
Теодора Балшах сучасники називали «Ясський пан».